# Куценко, Элеонора Николаевна
Куценко Элеонора Николаевна (род. 6 июня 1933 — 14 июля 1982) — заслуженный деятель науки Узбекской ССР, Каракалпакской АССР, профессор, проректор Ташкентского Государственного Университета (ТашГУ) им. В. И. Ленина с 1971 по 1982 год. 

## Биография
Куценко Элеонора Николаевна родилась 6 июня 1933 года в городе Ташкенте в семье служащих.
Отец — Куценко Николай Семёнович (10 августа 1906 — 10 марта 1978 гг.)
Мать — Качмарек Лидия Лаврентьевна (31 июля 1908 — 7 апреля 1960 гг.)
В 1940 году поступила в школу № 38 города Ташкента, которую закончила в 1950 году с серебряной медалью. За время учёбы в школе выполняла общественную работу. Была секретарем комсомольской организации школы, внештатным инструктором школьного отдела Ленинского РКЛКСМ Узбекской ССР и другой общественной работой.
В 1950 году поступила на физико-математический факультет САГУ, который с отличием закончила в 1955 году. За годы учёбы в Университете активно выполняла общественную работу. Была секретарем комсомольской организации 1 курса физмата, секретарем комсомольского бюро физмата САГУ, заместителем секретаря комитета комсомола САГУ имени В. И. Ленина.
После окончания физико-математического факультета Университета Элеонора Николаевна была оставлена в аспирантуре на кафедре «Теория вероятностей и математической статистики».
В 1967 году успешно защитила диссертацию на тему «Нормированные и гильбертовые пространства над полуполями» и ей была присуждена ученая степень кандидата физико-математических наук.
В 1970 году Куценко Э. Н. была утверждена в ученом звании доцента по кафедре «Общая математика».
Педагогическая деятельность Куценко Э. Н. в университете началась с мая 1958 года. Обладая глубокими знаниями, эрудицией, педагогическим мастерством, она вела лекции для студентов и аспирантов по высшей математике и курс по педагогике высшей школы для слушателей факультета повышения квалификации, руководила написанием курсовых и дипломных работ, руководила работами по разработке АСУ.
Куценко Э. Н. является автором и соавтором более 100 научных трудов и учебно-методических пособий для студентов и преподавателей.
Куценко Э. Н. долгое время была председателем научно-методического совета Ташкентского Государственного Университета, заместителем председателя координационного совета по проблемам высшей школы Министерства Высшего и Среднего Образования Узбекской ССР. Под её руководством и при непосредственном участии осуществлялась координация научно-исследовательских работ по проблемам высшего образования, проводимых в республике.
В Куценко Элеоноре Николаевне гармонично сочетался талант ученого и методиста, чуткого педагога и администратора. С 1971 по 1982 годы Куценко Элеонора Николаевна занимала должность проректора Ташкентского Государственного Университета (ТашГУ) имени В. И. Ленина.
Куценко Э. Н. внесла большой вклад для укрепления деловых, научных связей и обмена опытом вузовской работы, что укрепило роль Ташкентского Государственного Университета как научно-методического центра в республике.
Куценко Элеонора Николаевна была крупным организатором науки. Занимала ряд должностей в системе высшего образования, в частности, была членом коллегии Министерства Высшего и Среднего Образования в Узбекской ССР. Заслуги Куценко Э. Н. в подготовке высококвалифицированных кадров и развитии науки в республике были оценены по достоинству и ей присвоили звание «Заслуженный деятель науки Узбекской ССР», «Заслуженный деятель науки Каракалпакской АССР».
В 1980 году Куценко Э. Н. присвоено ученое звание профессора по кафедре «Педагогики».
Умерла 14 июля 1982 года в городе Ташкенте.